# Lélex fils de Poséidon
Pour les articles homonymes, voir Lélex.
Dans la mythologie grecque, Lélex est un roi légendaire de Mégare. Il règne douze générations après Car, fils de Phoronée.
Il est originaire d'Égypte, où il aurait été enfanté par Poséidon et Libye. Il laisse son nom aux habitants de Mégare (qui deviennent les « Lélèges ») et voit son fils Cléson lui succéder. Apollodore lui prête (indirectement) un autre fils, Bias.